# Кокшарова (Комишловський район)
Кокша́рова (рос. Кокшарова) — присілок у складі Комишловського району Свердловської області. Входить до складу Обуховського сільського поселення.
Населення — 251 особа (2010, 270 у 2002).
Національний склад станом на 2002 рік: росіяни — 99 %.